# Afonso Cruz
Afonso Cruz (Figueira da Foz, 1971) è uno scrittore, animatore e musicista portoghese.

## Biografia
Ha frequentato il Liceo artistico António Arroio di Lisbona, proseguendo gli studi alla facoltà di Belle Arti dell'Università di Lisbona e all'Istituto Superiore di Arti Plastiche di Madeira. Vive presso Casa Branca, freguesia del concelho di Sousel.
Ha all'attivo oltre trenta pubblicazioni, che spaziano dai libri per ragazzi ai romanzi, dalla poesia ai saggi. Pubblica con cadenza annuale una singolare collezione intitolata Enciclopédia da Estória Universal (che consta, a oggi, di sette volumi).
Intensa è anche la sua attività di illustratore (per libri e riviste dedicate ai ragazzi) e di regista di animazione: fra i suoi lavori in quest'ultimo ambito, si distinguono il cortometraggio Dois Diários e um Azulejo, basato sull'opera del poeta Mário de Sá Carneiro e realizzato con Luís Alvoeiro e Jorge Margarido nel 2002, e la serie Histórias de Molero (2003), adattamento del romanzo O que diz Molero di Dinis Machado.
Cruz è cantante, paroliere e polistrumentista nel gruppo blues The Soaked Lamb, con cui ha inciso tre album: Homemade Blues (2007), Hats and Chairs (2010) e Evergreens (2012).

## Opere
- A Carne de Deus  (2008)
- Enciclopédia da Estória Universal (2009)
- Os Livros que Devoraram o Meu Pai (2010)
  - traduzione italiana: I libri che divorarono mio padre, Officina Libraria, Milano, 2017 - ISBN 9788899765309 (trad. Nunzia De Palma)
- A Boneca de Kokoschka (2010)
  - traduzione italiana: La bambola di Kokoschka, La Nuova Frontiera, Roma, 2016 - ISBN 9788883733000 (trad. Marta Silvetti)
- A Contradição Humana (2010)
- O Pintor Debaixo do Lava-Loiças (2011)
- Enciclopédia da Estória Universal - Recolha de Alexandria (2012)
- Jesus Cristo Bebia Cerveja (2012)
  - traduzione italiana: Gesù beveva birra, La Nuova Frontiera, Roma, 2014 - ISBN 9788883732638 (trad. Marta Silvetti)
- O Livro do Ano (2013)
- Enciclopédia da Estória Universal - Arquivos de Dresner (2013)
- O Cultivo de Flores de Plástico (2013)
- Assim, Mas Sem Ser Assim (2013)
- Para Onde Vão os Guarda-Chuvas (2013)
- Os Pássaros (dos Poemas Voam Mais Alto) (2014)
- Enciclopédia da Estória Universal - Mar (2014)
- À Velocidade do Pensamento (2014)
- Capital (2014)
- Barafunda (con Marta Bernardes) (2015)
- Flores (2015)
- Cruzada das Crianças - Vamos Mudar o Mundo (2015)
- Enciclopédia da Estória Universal - As Reencarnações de Pitágoras (2015)
- Vaga (2015)
- Vamos Comprar Um Poeta (2016)
- Nem Todas As Baleias Voam (2016)
- Enciclopédia da Estória Universal - Mil Anos de Esquecimento (2016)
- Jalan Jalan (2017)
- Enciclopédia da Estória Universal - Biblioteca de Brasov (2018)
- Audaxviator (2018)
- Princípio de Karenina (2018)
- Como Cozinhar uma Criança (2019)
- O Macaco Bêbedo Foi à Ópera (2019)

## Premi e riconoscimenti (selezione)
- Grande Prémio de Conto Camilo Castelo Branco (2009)
- Premio Letterario Maria Rosa Colaço (2009)[2]
- Prémio Autores SPA/RTP (2011 e 2014)
- Premio letterario dell'Unione europea (2012)
- Prémio Nacional de Ilustração (2014)
- Premio Fernando Namora (2016)
- Prémio da Fundação Nacional do Livro Infantil e Juvenil do Brasil (2017)[3]